# Berylmys latouchei
Berylmys latouchei — вид ссавці з родини мишевих (Muridae). Ареал: Китай.

## Таксономія
Вид відокремлено від B. bowersii. Оригінальна назва в описі: Mus Latouchei. 